# Milosrdna braća

Bolnički red Milosrdne braće sv. Ivana od Boga, poznatiji kao Milosrdna braća i Družba Milosrdne braće (tal. Congregazione dei Fratelli della Carità), katolički je crkveni red posvećen njezi bolesnika koji je utemeljen u prvoj polovini XVI. stoljeća u španjolskoj Granadi. Djeluju u oko 45 država i u više od 250 ustanova, pretežno bolnica, ustanova za duševne bolesnike, staračkih i dječjih domova. Slijede redovničko pravilo sv. Augustina. Red je odobrio papa Pio V. 1572., a na razinu crkvenoga reda uzdigao 1586. Siksto V.
Da bi mladić mogao biti kandidatom za milosrdnoga brata treba biti brat ili svećenik, spreman živjeti prema evanđeoskim krepostima (siromaštvo, čistoća, poslušnost) te živjeti hospitalitet, vršiti neku karitativnu društvenu djelatnost. Tijekom postulature kandidati se upoznaju s djelovanjem Reda, a njezinim završetkom odijevaju habit, uzimaju redovničko ime te ulaze u novicijat, u kojemu uče o karizmi reda odn. njegovu poslanju, duhovnosti, povijesti, pravilima, konstitucijama i statutima. Svršetkom novicijata prolazi se skolastikat, visoko obrazovanje u nekomu od karitativnih zanimanja (medicina, socijalni rad, psihijatrija, ljekarništvo, bogoslovlje) uz polaganje zavjeta, pet puta u pet godina.

## U Hrvatskoj
U Zagrebu su braća iz Požuna 1801. utemeljili i do 1916. vodili Bolnicu milosrdne braće na Harmici (danas Trgu bana Jelačića). Bolnica je imala »pristalište za nemoćne« (ubožnicu), pristalište za strance, »ložnicu za luđake« (duševnu bolnicu), ljekarnu i kapelicu. Dr. Marijan Derenčin podnio je parnični postupak 29. rujna 1884. za ispravak upisa prava vlasništva, koji je 1916. zaključen u korist grada. Grad je preuzeo bolnicu, promijenivši joj naziv u Zakladna bolnica. Milosrdnoj braći ostala je kapela Ranjenoga Isusa. Djelovali su i u Zadru. Na poziv biskupa Antuna Škvorčevića vraćaju se 2006. u Hrvatsku i uspostavljaju Provinciju sv. Ambrozija. Svibnja 2011. u Strmcu kod Nove Gradiške otvaraju psihijatrijsku bolnicu sv. Rafaela.